# Траян (Себеоань, Нямц)
Траян (рум. Traian) — село у повіті Нямц в Румунії. Входить до складу комуни Себеоань.
Село розташоване на відстані 290 км на північ від Бухареста, 41 км на схід від П'ятра-Нямца, 55 км на захід від Ясс.

## Населення
За даними перепису населення 2002 року у селі проживали 1053 особи, з них 1052 особи (99,9%) румунів. Рідною мовою 1052 особи (99,9%) назвали румунську.